# دنیس پطروسیان
دنیس پترسون (انگلیسی: Denis Peterson) یک نقاش ارمنی‌تبار اهل ایالات متحده آمریکا است. آثار وی در سبک واقعیتگرایی حاد در موزه بروکلین، موزه هنر آمریکایی ویتنی، مؤسسه هنر آمریکایی باتلر، تیت مدرن، موزه هنر اسپرینگویل و نگارخانه مکس هاچینسون نیویورک به نمایش گذاشته شده‌است.
دنیس پترسون یکی از نخستین نقاشان فوتورئالیستی بود که در نیویورک ظهور کرد.